# Lycenchelys bachmanni
Lycenchelys bachmanni är en fiskart som beskrevs av Gosztonyi, 1977. Lycenchelys bachmanni ingår i släktet Lycenchelys och familjen tånglakefiskar. Inga underarter finns listade i Catalogue of Life.